# Yıldıray Baştürk
Yıldıray Baştürk (24 de desembre de 1978) és un exfutbolista turc de la dècada de 2000.
Fou 49 cops internacional amb la selecció turca.
Pel que fa a clubs, defensà els colors de Wattenscheid 09, VfL Bochum, Hertha BSC, VfB Stuttgart i Blackburn Rovers FC.